# Slagelse Herred

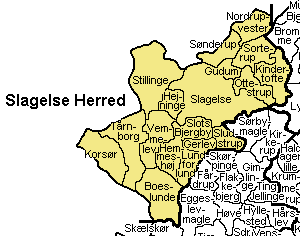
Slagelse Herred

Slagelse Herred was een herred in het voormalige Sorø Amt in Denemarken. De herred wordt in Kong Valdemars Jordebog vermeld als Slaglæsæhereth. In 1970 ging het gebied op in de nieuwe provincie Vestsjælland.

## Parochies
Naast de steden Slagelse en Korsør omvatte de herred oorspronkelijk 18 parochies.
- Antvorskov (niet op de kaart)
- Boeslunde
- Gerlev
- Gudum
- Halskov (niet op de kaart)
- Hejninge
- Hemmeshøj
- Kindertofte
- Lundforlund
- Nordrupvester
- Nørrevang (niet op de kaart)
- Ottestrup
- Sankt Mikkels (niet op de kaart)
- Sankt Peders (niet op de kaart)
- Sankt Pouls (niet op de kaart)
- Slots Bjerby
- Sludstrup
- Sorterup
- Kirke Stillinge
- Sønderup
- Tårnborg
- Vemmelev